# Stanisław Sebastian Mamczyński
Stanisław Sebastian Mamczyński (ur. ok. 1700 w Krakowie, zm. 15 października 1761 w Grębałowie) – doktor filozofii i obojga praw, profesor, rektor Akademii Krakowskiej, cenzor książek drukowanych w diecezji krakowskiej w 1761 roku.

## Życiorys
Był synem Sebastiana, burmistrza krakowskiego, i jego żony Katarzyny. Studiował w Akademii Krakowskiej, gdzie w 1719 uzyskał stopień bakałarza, a w 1721 tytuł mistrza sztuk wyzwolonych. W latach 1721–24 pełnił obowiązki profesora gramatyki w kolonii akademickiej w Pińczowie. Po powrocie do Krakowa w 1726 został nauczycielem dialektyki w Szkołach Nowodworskich. 28 marca 1729 przyjął święcenia kapłańskie. Studiował prawo i po zaprezentowaniu rozprawy Quaestio juridica de sequestratione 24 czerwca 1732 został inkorporowany do Kolegium Prawniczego i otrzymał jako beneficjum dziekanię w kolegiacie św. Michała na Wawelu. W 1737 na dwa lata został delegowany na dyrektora Akademii Lubrańskiego w Poznaniu.
Po powrocie do Krakowa latem 1739 objął katedrę prawa kanonicznego. 28 marca 1748 uzyskał tytuł doktora praw oraz dostał probostwo w Przemykowie i Smardzowicach oraz kanclerstwo kolegiaty Wszystkich Świętych w Krakowie, a po przeniesieniu 10 lutego 1751 na katedrę procedury sądowej został proboszczem w Luborzycy. Wielokrotny prepozyt Kolegium Prawniczego i dziekan Wydziału Prawa, pięciokrotny rektor Akademii Krakowskiej w latach 1753–54, 1759–60 i od 1759 podkanclerzy Uniwersytetu, prowadził walkę z konkurencyjnym szkolnictwem jezuickim rozpoczynając na Akademii w 1760 długotrwałą dyskusję nad reformą studiów i organizacji uczelni, w czasie której opowiedział się za zmianą przestarzałej procedury powoływania profesorów, a także za aprobatą biskupa Kajetana Sołtyka rozpoczęto przygotowania do reformy Wydziału Filozoficznego.
Zmarł nagle koło Grębałowa pod Krakowem. Pochowany został w kościele Wszystkich Świętych w Krakowie.